# Riama
Riama is een geslacht van hagedissen uit de familie Gymnophthalmidae.

## Naamgeving en taxonomie
De groep werd voor het eerst wetenschappelijk beschreven door John Edward Gray in 1858. Lange tijd was het geslacht veel soortenrijker maar veel soorten zijn afgesplitst naar andere geslachten zoals Andinosaura en Oreosaurus. Er zijn vijftien soorten inclusief de pas in 2014 beschreven soort Riama yumborum.

## Verspreidingsgebied
Alle soorten komen voor in in delen van Zuid-Amerika. Elf soorten komen endemisch voor in Ecuador.

## Soortenlijst
| Soorten uit het geslacht Riama | Soorten uit het geslacht Riama                                       | Soorten uit het geslacht Riama |
| ------------------------------ | -------------------------------------------------------------------- | ------------------------------ |
| Naam                           | Auteur                                                               | Verspreidingsgebied            |
| Riama anatoloros               | Kizirian, 1996                                                       | Ecuador                        |
| Riama balneator                | Kizirian, 1996                                                       | Ecuador                        |
| Riama cashcaensis              | Kizirian & Coloma, 1991                                              | Ecuador                        |
| Riama colomaromani             | Kizirian, 1996                                                       | Ecuador                        |
| Riama columbiana               | Andersson, 1914                                                      | Colombia                       |
| Riama inanis                   | Doan & Schargel, 2003                                                | Venezuela                      |
| Riama labionis                 | Kizirian, 1996                                                       | Ecuador                        |
| Riama meleagris                | Boulenger, 1885                                                      | Ecuador                        |
| Riama orcesi                   | Kizirian, 1995                                                       | Ecuador                        |
| Riama raneyi                   | Kizirian, 1996                                                       | Ecuador                        |
| Riama simotera                 | O'Shaughnessy, 1879                                                  | Ecuador, Colombia              |
| Riama stigmatoral              | Kizirian, 1996                                                       | Ecuador                        |
| Riama striata                  | Peters, 1863                                                         | Colombia                       |
| Riama unicolor                 | Gray, 1858                                                           | Ecuador                        |
| Riama yumborum                 | Aguirre-Peñafiel, Torres-Carvajal, Sales Nunes, Peck & Maddock, 2014 | Ecuador                        |